# Ugo Locatelli
Ugo Locatelli, född 5 februari 1916 i Toscolano-Maderno, död 28 maj 1993 i Turin, var en italiensk fotbollsspelare.
Locatelli blev olympisk guldmedaljör i fotboll vid sommarspelen 1936 i Berlin.